# Danne Stråhed
Danne Stråhed, egentligen Dan Stråhed, född 12 juni 1956 i stadsdelen Kirseberg i Malmö, är en svensk dansbandsmusiker, artist och låtskrivare.

## Biografi
Som sextonårspresent fick han börja i sin äldre brors band The Chinox vars övriga medlemmar bestod av Bo Stråhed, Allan Dittrich, Leif Bornlid, Kent Kruse och Henri Saffer. Danne Stråhed spelade klaviatur och var sångare i bandet. Efter åtta år med The Chinox startade han popbandet Änglabarn. 1981 gav de ut albumet Sista skriket och gruppen fick ett rejält genombrott när de var förband till den engelska rockgruppen Queen.
Efter en kort tids uppehåll från musiken blev Danne Stråhed 1983 erbjuden att vara med i det etablerade dansbandet Wizex. Han tackade ja och förblev Wizex manlige sångare  fram till 1996. Därefter bestämde han sig för att satsa på en solokarriär. Debutalbumet Solosång blev en succé, inte minst tack vare låten La de leva som hamnade på Svensktoppen. Han har haft ytterligare fyra låtar på Svensktoppen. 2009 släppte Danne Stråhed Trelleborgs FF:s klubblåt "Blå som stål". 
Han har även gjort karriär som revyartist. Tillsammans med komikern Adde Malmberg har han satt upp nyårsrevyerna Tunnelseende och Turning tossig i Malmö. Sedan några år tillbaka driver han sitt eget danspalats Dannero mitt ute på den skånska slätten. Danne Stråhed har också medverkat som skådespelare i den svenska skräckfilmen Blödaren från 1983. 
Stråhed har även skrivit en del sångtexter till Eva Rydbergs uppsättningar på Fredriksdalsteatern.
Han medverkar i Melodifestivalen 2022 med bidraget "Hallabaloo". Genom den första deltävlingen är han kvalificerad till semifinal (som tidigare hette andra chansen).

## Filmografi
- 1983 – Blödaren

## Priser och utmärkelser
- 1998 – Årets skåning
- 1999 – Johnny Bode-stipendiet
- 2003 – Mottog pris ur Truxas minnesfond

## Diskografi

### The Chinox
- Tunna skivor (1976)
- Born to Be Alive (1980)

### Änglabarn
- Sista Skriket! (1982)

### Wizex
- Det är dej jag väntar på (1984)
- Ska du komma loss (1985)
- Dansa i månens sken (1987)
- Mjölnarens Iréne (1988)
- Vägen hem (1989)
- Spanska ögon (1990)
- Jag kan se en ängel (1992)
- Vår hemmagjorda dansmusik (1993)
- Julafton hemma (1993)
- Varma vindar (1995)

### Soloartist
- Solosång (1998)
- Vägen till himlen (2001)
- 13 rätt (2013)

### Samlingsskivor
- Drängavisan – Danne Stråhed med Wizex (1998)
- La de leva (2002)
- Om himlen & Österlen (2010)
- Vallmoblomman (2013)
- Hallabaloo nu & då (2022)

### Singlar i eget namn
- Drängavisan (1992)
- När en flicka talar skånska (1993)
- I samma land (1995)
- Fönsterkuvert (1997)
- En lilja i dalen (1998)
- Vi bygger en bro (2000)
- Vägen till himlen (2001)
- Bara en vanlig dag (2001)
- Långt bort i skogen (2001)
- Caroline (2001)
- Som i Disneyland (2004)
- Här hos mej (2007)
- Blå som stål (2009) klubblåt till Trelleborgs FF
- Det ordnar sig (2011)
- Gott igen (2013)
- En liten stund (2017)
- Vi sticker ut till landet (2018)
- Det rullar på nu (2019)
- Du får inte gå (2021)
- Hallabaloo (2022)
- Bonnabränna (2023)

## Revyer och krogshower
- 1997 – Sundspärlan, Helsingborg (nov-dec)
- 1998 – Sundspärlan, Helsingborg (nov-dec)
- 1999 – "Millebravo" - Sundspärlan, Helsingborg (nov-dec)
- 2001 – "Jorden runt på 80 minuter och lite till" – Nöjesteatern, Malmö (jan-feb)
- 2001 – "En kväll med Danne Stråhed" – Moriskan, Malmö (hösten 2001)
- 2002 – "Julshow på Ekebo". Ekebo, Munka Ljungby (nov-dec)
- 2004 – "Skottsäkert" – Garnisonen P2, Hässleholm (jan-feb)
- 2004 – "Tre pågar och en kulla” – Ekebo, Munka Ljungby (nov-dec)
- 2005 – "Turning Tossig" – Nöjesteatern, Malmö (jan)
- 2006 – "Tunnelseende" – Slagthuset, Malmö (jan)
- 2006 – "Jul på Dannero" – Dannero, Skivarp (nov-dec)
- 2007 – "Jul på Dannero" – Dannero, Skivarp (nov-dec)
- 2008 – "Schlagfärdigt" – Dannero, Skivarp (nov-dec)
- 2009 – "Avdragsgille" – Dannero, Skivarp (nov-dec)
- 2010 – "Allsångsgille" – Dannero, Skivarp (nov-dec)
- 2011 – "Allsång, Avdragsgillt, Asroligt" – Dannero, Skivarp (nov-dec)
- 2012 – "Resegille" – Dannero, Skivarp (nov-dec)
- 2013 – "13 rätt" – Dannero, Skivarp (nov-dec)
- 2014 – Dannero, Skivarp (nov-dec)
- 2015 – "Arlövsrevyn" – Arlövs Teater (jan-april 2015)
- 2015 - "Tio i Top - jubileumsrevy" - Dannero, Skivarp
- 2016 - "O Haleda" Casinogänget, Bjärnum (mars-april 2016)
- 2016 - "Sista natten med gänget" - Dannero, Skivarp (nov-dec)
- 2017 - "Närproducerat" - Dannero, Skivarp (nov-dec)
- 2017/2018 - "Revymix" - Karlshamn (dec 2017, jan 2018)
- 2018 - "Svenska klassiker" - Dannero, Skivarp (nov-dec)
- 2019 - "Vykort från där & då, här & nu" - Dannero, Skivarp (nov-dec)
- 2021 - "Hemmakväll" - Dannero, Skivarp (nov-dec)
- 2022 - "Hallabaloo" - Dannero, Skivarp (nov-dec)
- 2023 - "För mej å mina vänner" - Dannero, Skivarp (nov-dec)

## Danne Stråhed & Dynamo
- Danne Stråhed – sång, dragspel, gitarr
- Victor Stråhed – gitarr, grekisk bouzouki, slidegitarr
- Pascal Bjerrehus – bas, kör
- Magnus Rosengren – klaviatur, dragspel, mandolin, kör
- Marcus Sjögren – trummor, slagverk, kör

Före detta: medlemmar
- Johannes Hansson – bas, kör
- Allan Dittrich – trummor, slagverk
- Joakim Barfalk – gitarr, grekisk bouzouki, slidegitarr
- Bo Ericsson – gitarr, grekisk bouzouki
- Peter Nordström – klaviatur, dragspel, kör
- Filip Runesson – fiol, mandolin, gitarr
- Daniel Cederskär - sax, percussion
- Markus Elg - trummor, slagverk